# اولاد ابراهیم (استان مدیه)

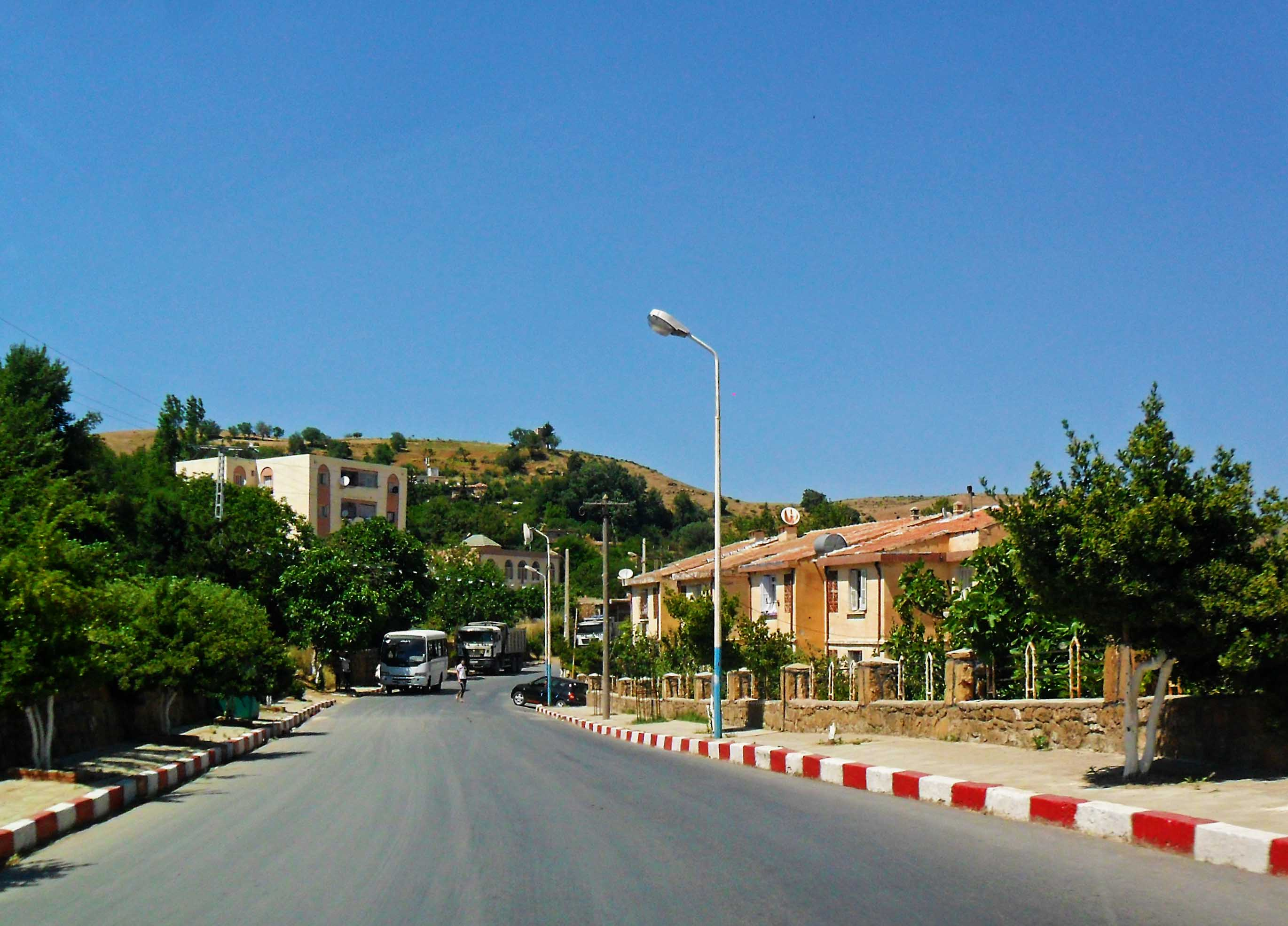
نمایی از «اولاد ابراهیم»، یک شهرداری در الجزایر

اولاد ابراهیم (استان مدیه) (به عربی: أولاد إبراهیم) یک شهرداری در الجزایر است که در استان مدیه واقع شده‌است. اولاد ابراهیم ۹٬۸۷۰ نفر جمعیت دارد.